# منتخب الكويت للكريكت
منتخب الكويت الوطني للكريكت هو ممثل الكويت الرسمي في المنافسات الدولية في الكريكت .